# Tellières-le-Plessis
Tellières-le-Plessis ist eine französische Gemeinde mit 72 Einwohnern (Stand: 1. Januar 2022) im Département Orne in der Region Normandie. Sie gehört zum Arrondissement Alençon und zum Kanton Écouves. 
Nachbargemeinden sind Courtomer im Westen und Nordwesten, Ferrières-la-Verrerie im Nordosten, Saint-Agnan-sur-Sarthe im Osten und Le Plantis im Süden.

## Bevölkerungsentwicklung
| Jahr      | 1962 | 1968 | 1975 | 1982 | 1990 | 1999 | 2008 | 2015 | 2020 |
| --------- | ---- | ---- | ---- | ---- | ---- | ---- | ---- | ---- | ---- |
| Einwohner | 104  | 73   | 66   | 55   | 42   | 45   | 74   | 79   | 77   |